# Saint-Cornier-des-Landes
Saint-Cornier-des-Landes là một xã trong tỉnh Orne, vùng Normandie tây bắc nước Pháp. Xã Saint-Cornier-des-Landes nằm ở khu vực có độ cao trung bình 322 mét trên mực nước biển.